# Foundation (smink)
För andra betydelser, se Foundation.

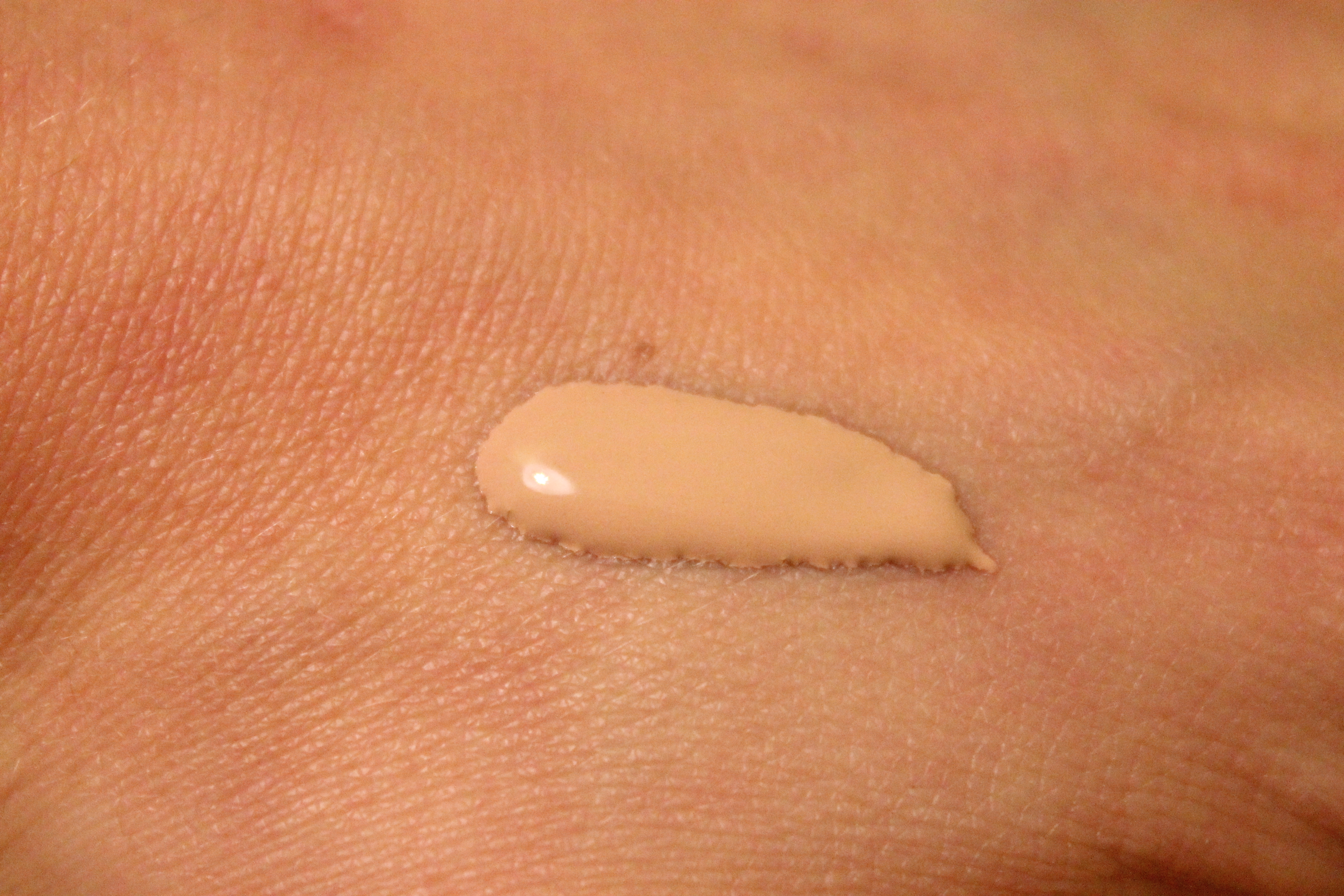
Foundation

Foundation, på svenska oftast kallat grundsmink, bassmink eller underlag, är hudfärgad smink som är ämnad att jämna ut hudtonen och dölja ojämnheter i hyn. Foundation finns både som flytande/kräm och som puderform. Foundation används vid sminkning som bas och sedan läggs puder på, antingen hudfärgat eller transparent, för att fixera foundationen.